# Huveaune

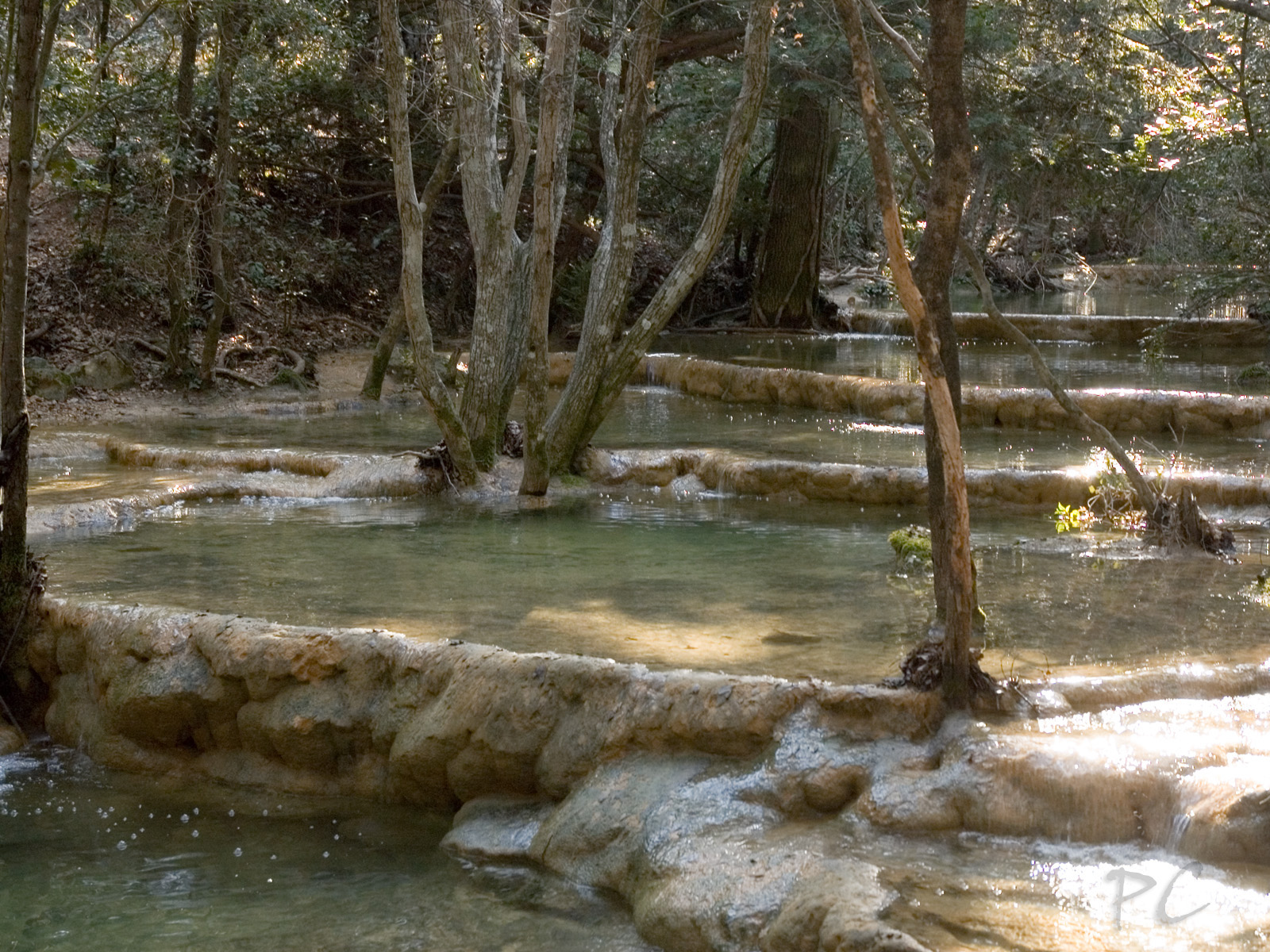
Kalksteenformaties nabij de bron van de Huveaune

De Huveaune (Occitaans: Evèuna) is een kleine rivier in de Franse departementen Var en Bouches-du-Rhône. Ze ontspringt op 590 meter hoogte in het Massief van Sainte-Baume in de gemeente Nans-les-Pins en stroomt over een lengte van 48,5 kilometer in westelijke en zuidwestelijke richting naar de Middellandse Zee in Marseille. Het stroomgebied is 502 km² groot. Met zijn zijrivier de Jarret is het de belangrijkste waterloop van Marseille.